# Shakhbat Shakhabit
Shakhbat Shakhabit är ett album av den libanesiska sångerskan Nancy Ajram, utgivet 2007, och avsett för en barnpublik.

## Låtlista
1. Shater
2. Shakhbat Shakhabit
3. Resala Lel 3alam
4. Kolna
5. Katkouta
6. Eid Melad
7. Kart Shahn
8. 3asfoury El Nono